# Fernandezina divisa
Fernandezina divisa är en spindelart som beskrevs av Norman I. Platnick 1975. Fernandezina divisa ingår i släktet Fernandezina och familjen Palpimanidae. Inga underarter finns listade i Catalogue of Life.